# Puygouzon
Puygouzon è un comune francese di 2 982 abitanti situato nel dipartimento del Tarn nella regione dell'Occitania.

## Società

### Evoluzione demografica
Abitanti censiti